# روبية موريشية
الروبية الموريشية أو روبي موريشي[بحاجة لمصدر] هي العملة الوطنية في موريشيوس والمعتمدة منذ عام 1876 عندما كانت ترزح تحت الإستعمار البريطاني. تنقسم الروبية الموريشية إلى 100 فلس.

## العملات المعدنية
في عام 1877، أصدرت عملات معدنية من فئات 1 و 2 و 5 و 10 و 20 فلس، كانت الفئات الثلاث الأدنى من النحاس والأعلى منها بالفضة. توقف إنتاج تلك العملات في عام 1899 ولم تستأنف حتى عام 1911، ولكن لم يتم إصدار العملات الفضية حتى عام 1934، وفي عام 1947 أُصدرت فئات ¼ و 1 روبي و10 سنتات من النحاس والنيكل. وفي عام 1971، أُصدرت مجموعة جديدة من العملات المعدنية والأوراق النقدية من قبل دار سك العملة الملكية. وكانت تحتوى هذه المجموعة على صورة الملكة إليزابيث الثانية على الوجه.
وفي عام 1987، قُدمت سلسلة جديدة من العملات والتي لم تحتوى لأول مرة صورة الملك (لم تصبح موريشيوس جمهورية حتى عام 1992) بينما كان عليها صورة السير سيووساغور رامجولام. العملات المعدنية المتداولة حاليًا هي 5 و 20 فلس و 1 و5 و10 و20 روبية. وفي عام 2007، أُصدرت عملة ثنائية المعدن من فئة 20 روبية للاحتفال بالذكرى الأربعين لتأسيس بنك موريشيوس.
| العملات المعدنية المستخدمة حالياُ | العملات المعدنية المستخدمة حالياُ | العملات المعدنية المستخدمة حالياُ                                       | العملات المعدنية المستخدمة حالياُ | العملات المعدنية المستخدمة حالياُ | العملات المعدنية المستخدمة حالياُ | العملات المعدنية المستخدمة حالياُ |
| الصورة                           | القمية                           | المعدن                                                                 | القطر                            | الوزن                            | السُمك                            | تاريخ الإصدار                    |
| -------------------------------- | -------------------------------- | ---------------------------------------------------------------------- | -------------------------------- | -------------------------------- | -------------------------------- | -------------------------------- |
|                                  | 1 فلس                            | الفولاذ المطلي بالنحاس                                                 | 17.8 ملم                         | 2 جرام                           | 1.27 ملم                         | 1987                             |
|                                  | 5 فلس                            | الفولاذ المطلي بالنحاس                                                 | 20 ملم                           | 3 جرام                           | 1.5 ملم                          | 1987-2017                        |
|                                  | 20 فلس                           | الفولاذ مطلي بالنيكل                                                   | 19 ملم                           | 3 جرام                           | 1.65 ملم                         | 1987-2016                        |
|                                  | 50 فلس                           | الفولاذ مطلي بالنيكل                                                   | 23.6                             | 5.83 جرام                        | 2 ملم                            | 1987-2016                        |
|                                  | روبي واحد                        | نيكل نحاسي                                                             | 26.5 ملم                         | 7.45 جرام                        | 1.8 ملم                          | 1987-2010                        |
|                                  | روبي                             | الفولاذ مطلي بالنيكل                                                   | 26.6 ملم                         | 7.5 جرام                         | 2.2 ملم                          | 2012-2016                        |
|                                  | 5 روبي                           | نيكل نحاسي                                                             | 31 ملم                           | 12.62 جرام                       | 2.36 ملم                         | 1987-2010                        |
|                                  | 5 روبي                           | الفولاذ مطلي بالنيكل                                                   | 31 ملم                           | 12.55 جرام                       | 2.8 ملم                          | 2012-2018                        |
|                                  | 10 روبي                          | نيكل نحاسي                                                             | 27.5 ملم (سداسي)                 | 5.83 جرام                        | 2.2 ملم                          | 1997-2000                        |
|                                  | 10 روبي                          | الفولاذ مطلي بالنيكل                                                   | 28 ملم (سداسي)                   | 8.5 جرام                         | 2 ملم                            | 1987-2016                        |
|                                  | 20 روبي                          | عملة ثنائية المعدن. يتكون المركز من النحاس والنيكل بينما الحلقة نحاسية | 28 ملم                           | 10 جرام                          |                                  | 2007                             |

## العملات التذكارية
| القيمة    | المعدن | الوزن      | القطر     | تاريخ الإصدار | الموضوع                                                     |
| --------- | ------ | ---------- | --------- | ------------- | ----------------------------------------------------------- |
| 25 روبي   | فضة    | 38.61 جرام | 38.61 ملم | ابريل 1978    | الذكرى العاشرة لاستقلال موريشيوس                            |
| 20 روبي   | فضة    | 28.28 جرام | 38.61 ملم | مايو 1998     | الذكرى ال50 لحفل زفاف الملكة إليزابيث الثانية والأمير فيليب |
| 1000 روبي | الذهب  | 17 جرام    | 31.00 ملم | يناير 2000    | الذكرى 150 لتأسيس غرفة موريشيوس للتجارة والصناعة            |
| 10 روبي   | فضة    | 28.28 جرام | 38.60 ملم | يناير 2000    | الذكرى 150 لتأسيس غرفة موريشيوس للتجارة والصناعة            |
| 100 روبي  | فضة    | 36.76 جرام | 44 ملم    | نوفمبر 2001   | الذكرى المئوية لوصول مهاتما غاندي إلى موريشيوس              |

## الأوراق النقدية
أُصدرت الأوراق النقدية الأولى من قبل الحكومة بتاريخ 1876 بفئات 5 و10 و50 روبي. أُضيفت إليها 1 روبي في عام 1919. و عام 1954، أُصدرت 25 و 1000 روبي.
تأسس بنك موريشيوس في سبتمبر 1967 وأصبح مسؤولاً عن إصدار الأوراق النقدية والعملات المعدنية منذ ذلك الوقت. أصدر البنك أوراقه النقدية الأولى في عام 1967، وتألفت من أربع فئات 5 و10 و25 و50 روبي، وكلها غير مؤرخة ويظهر على وجهها صورة الملكة إليزابيث الثانية.
| 1967 إصدار "إليزابيث الثانية" | 1967 إصدار "إليزابيث الثانية" | 1967 إصدار "إليزابيث الثانية" | 1967 إصدار "إليزابيث الثانية" | 1967 إصدار "إليزابيث الثانية"                                             |
| الصورة                        | القيمة                        |                               | الوجه                         | العكس                                                                     |
| ----------------------------- | ----------------------------- | ----------------------------- | ----------------------------- | ------------------------------------------------------------------------- |
|                               | 5 روبي                        | أزرق                          | إليزابيث الثانية              | نصب تذكاري بمناسبة نزول الهولنديين في خليج جراند بورت (1598) ، قارب شراعي |
|                               | 10 روبي                       | أحمر                          | إليزابيث الثانية              | مقر الحكومة، بورت لويس                                                    |
|                               | 25 روبي                       | أخضر                          | إليزابيث الثانية              | عربة بولوك                                                                |
|                               | 50 روبي                       |                               | إليزابيث الثانية              | بورت لويس                                                                 |

في عام 1985 أصدر بنك موريشيوس مجموعة جديدة تمامًا من الأوراق النقدية من فئات 5 و 10 و 20 و 50 و 100 و 200 و 500 و 1000 روبي. استمر استخدامها حتى عام 1998.
وفي عام نوفمبر 1998، أصدر بنك موريشيوس إصدارًا جديدًا من الأوراق النقدية يتكون من 7 فئات وهي 25 ، 50 ، 100 ، 200 ، 500 ، 1000 و 2000 روبي. كانت هذه الأوراق النقدية ذات تنسيق قياسي وأُصدرت جميعًا في وقت واحد، وطُبعت جميع الأوراق النقدية الخاصة بهذا الإصدار في إنجلترا بواسطة دو لا رو. سُحبت هذه الأوراق من التداول في يونيو 1999 بعد الخلافات بسبب ترتيب اللغات (الإنجليزية والسنسكريتية والتاميلية) حيث معظم سكان موريشيوس من التاميل.
أصدر بنك موريشيوس أحدث إصداراته من الأوراق النقدية، والتي لا تزال جارية، بعد يونيو 1999.
| الصورة | القيمة    | الوجه                              | العكس                 |
| ------ | --------- | ---------------------------------- | --------------------- |
|        | 25 روبي   | مويلين جان آه تشوين [الإنجليزية]   | صياد                  |
|        | 50 روبي   | جوزيف موريس باتوراو                | مول كودان واتر فرونت  |
|        | 100 روبي  | رينجانادن سينيفاسن                 | بيت المحكمة           |
|        | 200 روبي  | السير عبد الرزاق محمد [الإنجليزية] | سوق موريشيوس          |
|        | 500 روبي  | Sookdeo Bissoondoyal ‏              | جامعة موريشيوس        |
|        | 1000 روبي | غايتان دوفال                       | مكتب الولاية          |
|        | 2000 روبي | سيووساغور رامجولام                 | عربة بولوك وقصب السكر |